# 歐陽利見
歐陽利見（1825年—1895年），字賡堂，号健飞，湖南祁陽人。咸豐初年，加入長沙水師，轉戰贛、皖一帶。同治二年，賜號強勇巴圖魯。同治三年，隨李鴻章圍攻常州太平軍，太平天國護王陳坤書被捕，真除淮揚鎮總兵。同治七年，屢挫捻軍，賞黃馬褂，改勇號奇車伯巴圖魯。光緒六年，調福山鎮總兵。光緒七年，擢浙江提督。中法戰爭時在鎮海之戰中擊退孤拔。光緒十五年，因病免職。光緒二十一年，受命到奉天協助劉坤一時，卒於途中，享年七十一。

## 延伸阅读
[在维基数据编辑]
 《清史稿·卷459》，出自趙爾巽《清史稿》